# 约翰一世 (波希米亚)
卢森堡的约翰（捷克语：Jan Lucemburský；德语：Johann von Luxemburg，1296年8月10日—1346年8月26日）波希米亚国王（1311年－1346年在位），因晚年失明（45歲的1340年），綽號「盲眼的約翰」。

## 生平

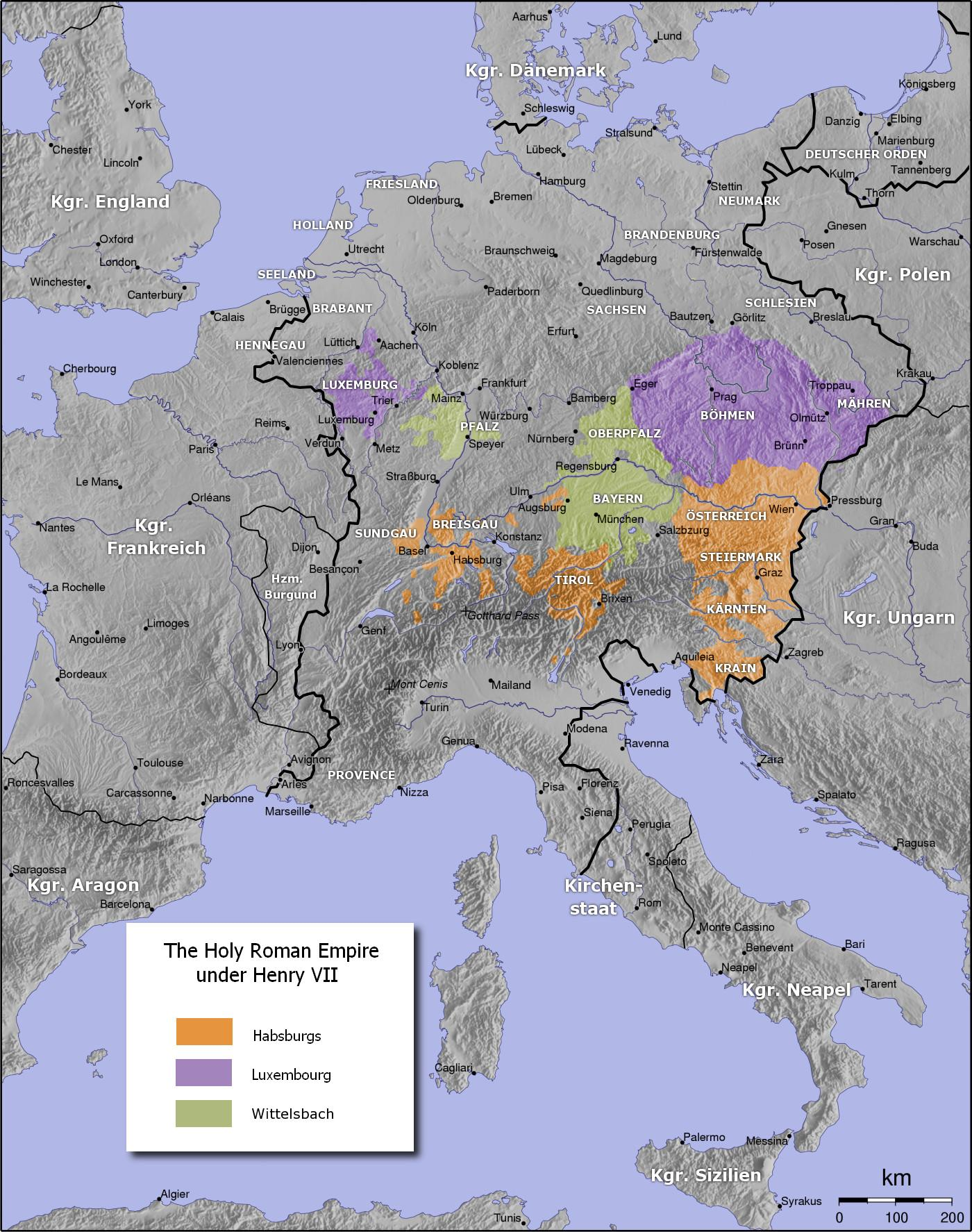
1320年的德意志三大家族領土：紫色──盧森堡王朝的波希米亞國王約翰（波希米亞王國兼盧森堡伯國，1327年又將併吞波蘭的西里西亞）；淡綠色──神羅皇帝路易四世與其维特尔斯巴赫家族的巴伐利亞等領地（1302-1322年），1323年其長子路易將領有綠色之外的布蘭登堡（在德意志東北）；橘色──哈布斯堡家族的奧地利大公腓特烈三世

卢森堡的约翰是神圣罗马帝国皇帝亨利七世之子，生于卢森堡。1310年，他在父皇的支持下获得对全部捷克地区的统治权，并成为卢森堡伯爵和波希米亚国王。1311年2月7日，他在布拉格加冕。
约翰在奥地利公爵腓特烈三世和上巴伐利亚公爵路易四世（即神羅皇帝路易四世）争夺神圣罗马帝国皇位的斗争中支持后者，并参加了决定性的米尔多夫战役（Battle of Mühldorf ，1322年）。此役之后，路易成为无可争议的皇帝。然而不久，约翰与路易的关系即告破裂。
1333年至1335年，卢森堡的约翰代表圭尔夫派（教皇派）在意大利作战。1340年起，约翰双目失明。1346年路易四世去世后，约翰的儿子当选为神圣罗马帝国皇帝查理四世。
由於做為王太子的岳丈，约翰在百年战争中堅定地支持法国。1346年，他在援助法国国王腓力六世抵御英格兰国王爱德华三世入侵时阵亡于克雷西战役。根據記載，國王不顧包括兒子卡爾在內的眾人反對而執意出戰，甚至把自己坐騎的韁繩跟前方騎兵的韁繩綁在一起，奮勇迎擊英軍主力而壯烈犧牲。即便本身雙目失明且垂朽老矣，但這份為了大義而一心求死的精神仍贏得了敵我雙方的一致稱讚。
因為他好大喜功的個性，常將波希米亞的財稅揮霍於外交與軍事上的擴張，故在约翰统治时期，波希米亚从波兰王國手中夺取了「上盧薩蒂亞」（1318年）和西里西亚（1327年），又與哈布斯堡家族（奧地利公國為中心）、维特尔斯巴赫家族（巴伐利亞公國為中心）展開激烈的三方大競爭，終極目標是奪取神聖羅馬皇帝的尊位，此目標後來在約翰的長子查理在位時達成。
約翰在1346年死前，已把家族領地分封給三個兒子：長子查理繼承波希米亞王位、次子溫塞斯拉斯成為摩拉維亞公爵、三子約翰·海因里希繼承德意志西部的盧森堡伯爵，這使得盧森堡王朝的東西領地正式分裂，分裂局面維持近百年（1346-1442年），直到盧森堡王朝於1442年絕嗣且併入哈布斯堡王朝的時光中，兩地從未統合過。
2005年6月捷克票選「最偉大的捷克人」（Největší Čech）中，他排名第74。